# Ramanujan-Nagell-Gleichung
In der Zahlentheorie ist die Ramanujan-Nagell-Gleichung eine Gleichung der Form
{\displaystyle x^{2}+7=2^{n}} mit positiven ganzzahligen Lösungen {\displaystyle x\in \mathbb {N} } und {\displaystyle n\in \mathbb {N} }
Mitunter wird diese Gleichung auch in der Form {\displaystyle 2^{n}-7=x^{2}} angegeben.
Diese Gleichung ist ein Beispiel für eine exponentielle diophantische Gleichung. Sie wurde nach dem indischen Mathematiker Srinivasa Ramanujan und dem norwegischen Mathematiker Trygve Nagell benannt.

## Lösungen der Gleichung
Die einzigen fünf ganzzahligen Lösungen der Gleichung {\displaystyle x^{2}+7=2^{n}} lauten:
{\displaystyle (x,n)=(1,3)}, also {\displaystyle 1^{2}+7=2^{3}}
{\displaystyle (x,n)=(3,4)}, also {\displaystyle 3^{2}+7=2^{4}}
{\displaystyle (x,n)=(5,5)}, also {\displaystyle 5^{2}+7=2^{5}}
{\displaystyle (x,n)=(11,7)}, also {\displaystyle 11^{2}+7=2^{7}}
{\displaystyle (x,n)=(181,15)}, also {\displaystyle 181^{2}+7=2^{15}}
Diese fünf Lösungen wurden erstmals von Ramanujan im Jahr 1913 erwähnt. Er hat außerdem vermutet, dass diese fünf Lösungen die einzigen ganzzahligen Lösungen dieser Gleichung sind. Unabhängig davon kam auch der norwegische Mathematiker Wilhelm Ljunggren im Jahr 1943 auf diese Vermutung. Einen Beweis dieser Vermutung konnte aber erst Nagell im Jahr 1948 liefern.

## Ramanujan-Nagell-Zahlen
Eine Mersenne-Zahl, die gleichzeitig eine Dreieckszahl ist, nennt man Ramanujan-Nagell-Zahl. Eine Mersenne-Zahl ist eine Zahl der Form {\displaystyle 2^{b}-1}, eine Dreieckszahl eine Zahl der Form {\displaystyle {\frac {y\cdot (y+1)}{2}}}. Wenn man alle Mersenne-Zahlen berechnen will, die auch gleichzeitig Dreieckszahlen sind (auf Englisch auch triangular Mersenne numbers), muss man folgende Gleichung lösen:
{\displaystyle 2^{b}-1={\frac {y\cdot (y+1)}{2}}}
Formt man diese Gleichung etwas um, so erhält man:
{\displaystyle {\begin{aligned}2^{b}-1&=&{\frac {y\cdot (y+1)}{2}}\\8\cdot (2^{b}-1)&=&4\cdot y\cdot (y+1)\\2^{b+3}-8&=&4y^{2}+4y\\2^{b+3}-7&=&4y^{2}+4y+1\\2^{b+3}-7&=&(2y+1)^{2}\end{aligned}}}
Setzt man nun {\displaystyle n:=b+3} und {\displaystyle x:=2y+1}, so erhält man die Ramanujan-Nagell-Gleichung {\displaystyle 2^{n}-7=x^{2}}. Da man schon weiß, dass diese Gleichung nur fünf Lösungen {\displaystyle (n,x)\in \{(3,1),(4,3),(5,5),(7,11),(15,181)\}} hat, kann man die dazugehörigen {\displaystyle b=n-3} und {\displaystyle y={\frac {x-1}{2}}} berechnen:
{\displaystyle (b,y)\in \{(0,0),(1,1),(2,2),(4,5),(12,90)\}}
Die dazugehörigen Mersenne-Zahlen {\displaystyle 2^{b}-1} lauten also:
{\displaystyle 2^{0}-1=0,\quad } {\displaystyle 2^{1}-1=1,\quad } {\displaystyle 2^{2}-1=3,\quad } {\displaystyle 2^{4}-1=15\quad } und {\displaystyle 2^{12}-1=4095}
Die folgenden fünf Mersenne-Zahlen sind also gleichzeitig Dreieckszahlen und somit die einzigen Ramanujan-Nagell-Zahlen:
0, 1, 3, 15, 4095 (Folge A076046 in OEIS)
Es gibt keine weiteren Mersenne-Zahlen, die gleichzeitig Dreieckszahlen sind.

## Verallgemeinerungen
Verallgemeinerungen der Ramanujan-Nagell-Gleichung haben die Form
{\displaystyle x^{2}+D=A\cdot B^{n}\quad } mit vorgegebenen ganzzahligen {\displaystyle D,A,B\in Z} und Variablen {\displaystyle x,n}
Man nennt sie auch Gleichungen vom Ramanujan-Nagell-Typ.
Der Mathematiker Carl Ludwig Siegel konnte zeigen, dass die Anzahl der Lösungen {\displaystyle (x,n)} in allen Fällen endlich ist.
Beispiel 1:
Sei {\displaystyle A:=1}, {\displaystyle B:=2} und {\displaystyle D:=7}. Dann lautet die Gleichung:
{\displaystyle x^{2}+7=2^{n}}
Diese Gleichung ergibt umgeformt {\displaystyle 2^{n}-7=x^{2}}, was wieder die ursprüngliche Ramanujan-Nagell-Gleichung mit den schon erwähnten fünf Lösungen ist.
Beispiel 2:
Sei {\displaystyle A:=4}, {\displaystyle B:=2} und {\displaystyle D\not =7}. Dann hat man es mit der Gleichung {\displaystyle x^{2}+D=4\cdot 2^{n}} zu tun. Mit anderen Worten: Die Gleichung lautet:
{\displaystyle x^{2}+D=2^{n+2}} mit {\displaystyle D\not =7}
Dieser Gleichungstyp hat immer höchstens zwei Lösungen. Es gibt aber unendlich viele {\displaystyle D}, für welche diese Gleichung exakt zwei Lösungen hat. Zum Beispiel seien hier diese zwei Lösungen von bestimmen {\displaystyle D} angegeben:
{\displaystyle (x,n)\in \{(3,5),(45,11)\}} für {\displaystyle D=23}
{\displaystyle (x,n)\in \{(1,m),(2^{m}-1,2m-1)\}} für {\displaystyle D=2^{m}-1}, {\displaystyle m\geq 4}
Beispiel 3:
Sei {\displaystyle D:=119}, {\displaystyle A:=15} und {\displaystyle B:=2}. Dann lautet die Gleichung:
{\displaystyle x^{2}+119=15\cdot 2^{n}}
Diese Gleichung hat die folgenden sechs Lösungen:
{\displaystyle (x,n)\in \{(1,3),(11,4),(19,5),(29,6),(61,8),(701,15)\}}

## Gleichungen vom Lebesgue-Nagell-Typ
Eine Gleichung der Form
{\displaystyle x^{2}+D=Ay^{n}\quad } mit vorgegebenen ganzzahligen {\displaystyle D,A\in Z} und Variablen {\displaystyle x,y,n}
nennt man Gleichung vom Lebesgue-Nagell-Typ. Sie wurde nach dem französischen Mathematiker Victor-Amédée Lebesgue benannt, der zeigen konnte, dass die Gleichung
{\displaystyle x^{2}+1=y^{n}}
keine Lösung hat mit Ausnahme der folgenden trivialen Lösungen:
{\displaystyle 0^{2}+1=y^{0}}, {\displaystyle \quad 0^{2}+1=1^{n}} und {\displaystyle x^{2}+1=(x^{2}+1)^{1}}
Zur letzteren trivialen Lösungsschar gehören zum Beispiel {\displaystyle 1^{2}+1=2^{1}} oder {\displaystyle 7^{2}+1=50^{1}}.
Beispiel 1:
Die beiden Mathematiker Robert Tijdeman und Tarlok Nath Shorey konnten im Jahr 1986 zeigen, dass die Anzahl der Lösungen der Gleichung {\displaystyle x^{2}+D=Ay^{n}} in jedem Fall endlich ist.
Beispiel 2:
Die drei Mathematiker Yann Bugeaud, Maurice Mignotte und Samir Siksek lösten im Jahr 2006 Gleichungen dieses Typs für {\displaystyle A=1} und {\displaystyle 1\leq D\leq 100}.
Sie konnten im Speziellen zeigen, dass die Verallgemeinerung der Ramanujan-Nagell-Gleichung
{\displaystyle x^{2}+7=y^{n}} mit {\displaystyle n\geq 3}
nur die fünf positiven ganzzahligen Lösungen {\displaystyle (x,y,n)\in \{(1,2,3),(3,2,4),(5,2,5),(11,2,7),(181,2,15)\}} hat.
Für {\displaystyle 0\leq n\leq 2} hat diese Gleichung noch die triviale Lösung {\displaystyle 0^{2}+7=7^{1}}, also {\displaystyle (x,y,n)\in \{(0,7,1)\}}.
Lösungen dieser Gleichung wie zum Beispiel {\displaystyle 1^{2}+7=8^{1}} oder {\displaystyle 3^{2}+7=4^{2}} kann man umformen auf {\displaystyle 1^{2}+7=2^{3}} bzw. {\displaystyle 3^{2}+7=2^{4}}, was wiederum auf die schon bekannten Lösungen {\displaystyle (x,y,n)\in \{(1,2,3),(3,2,4)\}} führt.